# Naumburg (Saale)
Naumburg város Németországban, azon belül Szász-Anhalt tartományban. Lakosainak száma 32 336 fő (2023. december 31.). Naumburg Mertendorf, Goseck, Molauer Land, Wethau, Schönburg, Freyburg, Balgstädt, Lanitz-Hassel-Tal, Dornburg-Camburg és Großheringen községekkel határos.

## Történelme
I. Ekkehard meisseni őrgróf, a Német-római Birodalom keleti határvidékének leghatalmasabb ura 1000 körül új székhelyet emeltetett a Saale jobb partján, közel az Unstrut torkolatához. Az új székhely neve neweburg illetve Nuwenburg volt, később ebből keletkezett a Naumburg név. A hely kiválasztásánál döntő szerepet játszott az, hogy több kereskedelmi útvonal kereszteződésében feküdt.
Ekkehard 1002-ben bekövetkezett halála után fiai, Hermann és II. Ekkehard a vár előtti területen egy Szűz Máriának szentelt kis templomot alapítottak, amelyet a merseburgi krónika 1021-ben praepositura noviter fundata-ként említ. 1028-ban II. Konrád császár a két fivér nyomására a zeitzi püspökség székhelyét Naumburgba helyezte át. Az áthelyezést 1028 decemberében XIX. János pápa is jóváhagyta.

## Városrészei
Az eredeti város részei:  
- Almrich (koraban:  Altenburg),
- Grochlitz,
- Henne és
- Weinberge.

A másik városreszek :
| Városrész                | népség (2010. májusa) | év amiben csatolták a városhoz |
| ------------------------ | --------------------- | ------------------------------ |
| Naumburg (eredeti város) | 24.886                | —                              |
| Bad Kösen                | 3.839                 | 2010                           |
| Beuditz                  | 85                    | 1991                           |
| Boblas                   | 181                   | 1991                           |
| Crölpa-Löbschütz         | 169                   | 2010                           |
| Eulau                    | 451                   | 1991                           |
| Flemmingen               | 507                   | 1992                           |
| Fränkenau                | 125                   | 2010                           |
| Freiroda                 | 124                   | 2010                           |
| Großjena                 | 526                   | 1994                           |
| Großwilsdorf             | 133                   | 1994                           |
| Hassenhausen             | 341                   | 1992 (Kösen) 2010              |
| Heiligenkreuz            | 183                   | 2010                           |
| Janisroda                | 162                   | 2010                           |
| Kleinheringen            | 79                    | 2010                           |
| Kleinjena                | 282                   | 1991                           |
| Kreipitzsch              | 58                    | 2010                           |

| Városrész     | népség (2010. májusa) | Jahr der év amiben csatolták a városhoz |
| ------------- | --------------------- | --------------------------------------- |
| Kukulau       | 58                    | 2010                                    |
| Meyhen        | 191                   | 1991                                    |
| Neidschütz    | 253                   | 1991                                    |
| Neuflemmingen | 31                    | 1992                                    |
| Neujanisroda  | 44                    | 2010                                    |
| Prießnitz     | 309                   | 2010                                    |
| Punschrau     | 177                   | 2010                                    |
| Rödigen       | 23                    | 1991 (Kösen) 2010                       |
| Roßbach       | 312                   | 1991                                    |
| Saaleck       | 229                   | 2010                                    |
| Schellsitz    | 211                   | 1950                                    |
| Schieben      | 75                    | 2010                                    |
| Schulpforte   | 147                   | 2010                                    |
| Tultewitz     | 60                    | 2010                                    |
| Wettaburg     | 103                   | 1991                                    |

## Népesség
A település népességének változása:
| - 1300: 3000 k. - 1755: 6.987 - 1840: 12.674 - 1875: 16.258 - 1880: 17.868 - 1890: 19.807 - 1925: 29.337 | - 1933: 31.427 - 1939: 36.940 - 1946: 41.379 - 1950: 40.595 - 1960: 37.377 - 1981: 36.581 - 1984: 32.610 | - 1985: 35.239 - 1990: 32.583 - 1995: 30.867 - 1997: 30.530 - 2000: 30.399 - 2001: 30.388 - 2002: 30.279 | - 2003: 30.004 - 2004: 29.779 - 2005: 29.627 - 2006: 29.359 - 2007: 29.025 - 2008: 28.669 - 2009: 28.259 |

## Látnivalói

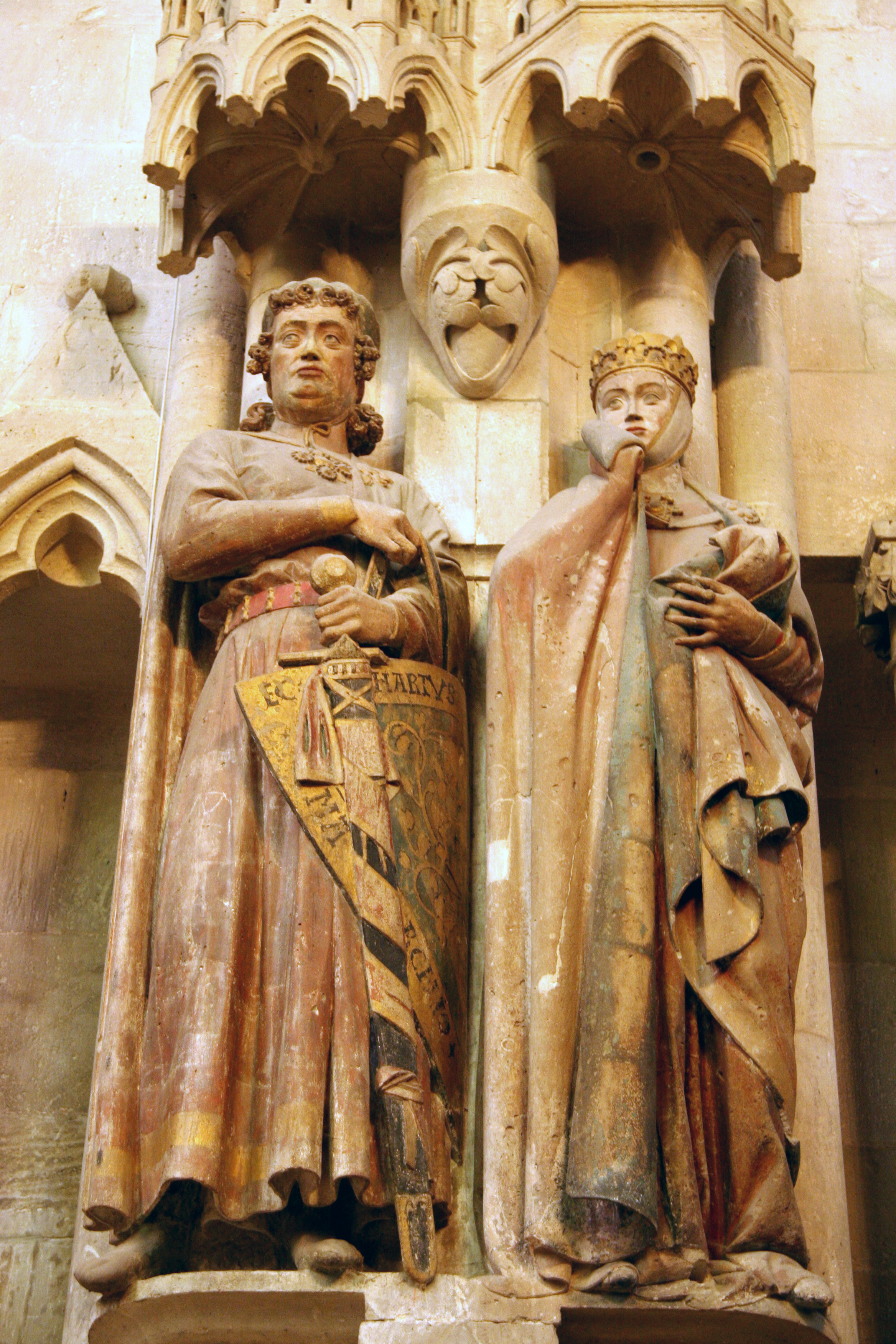
II. Ekkehard és Uta a naumburgi dómban

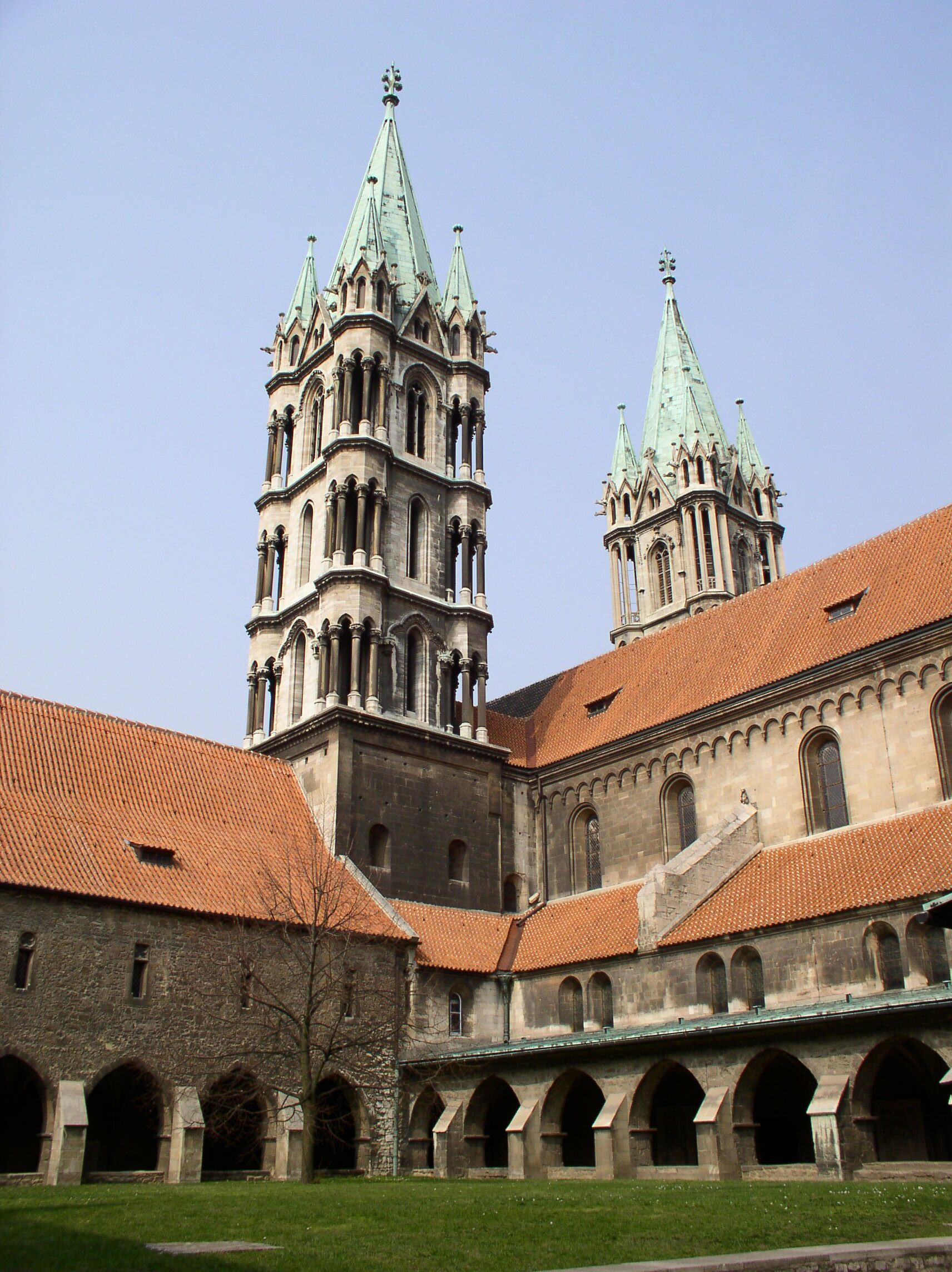
A naumburgi dóm